# Château Langoa-Barton
Koordinaten: 45° 9′ 28,2″ N, 0° 44′ 24,3″ W

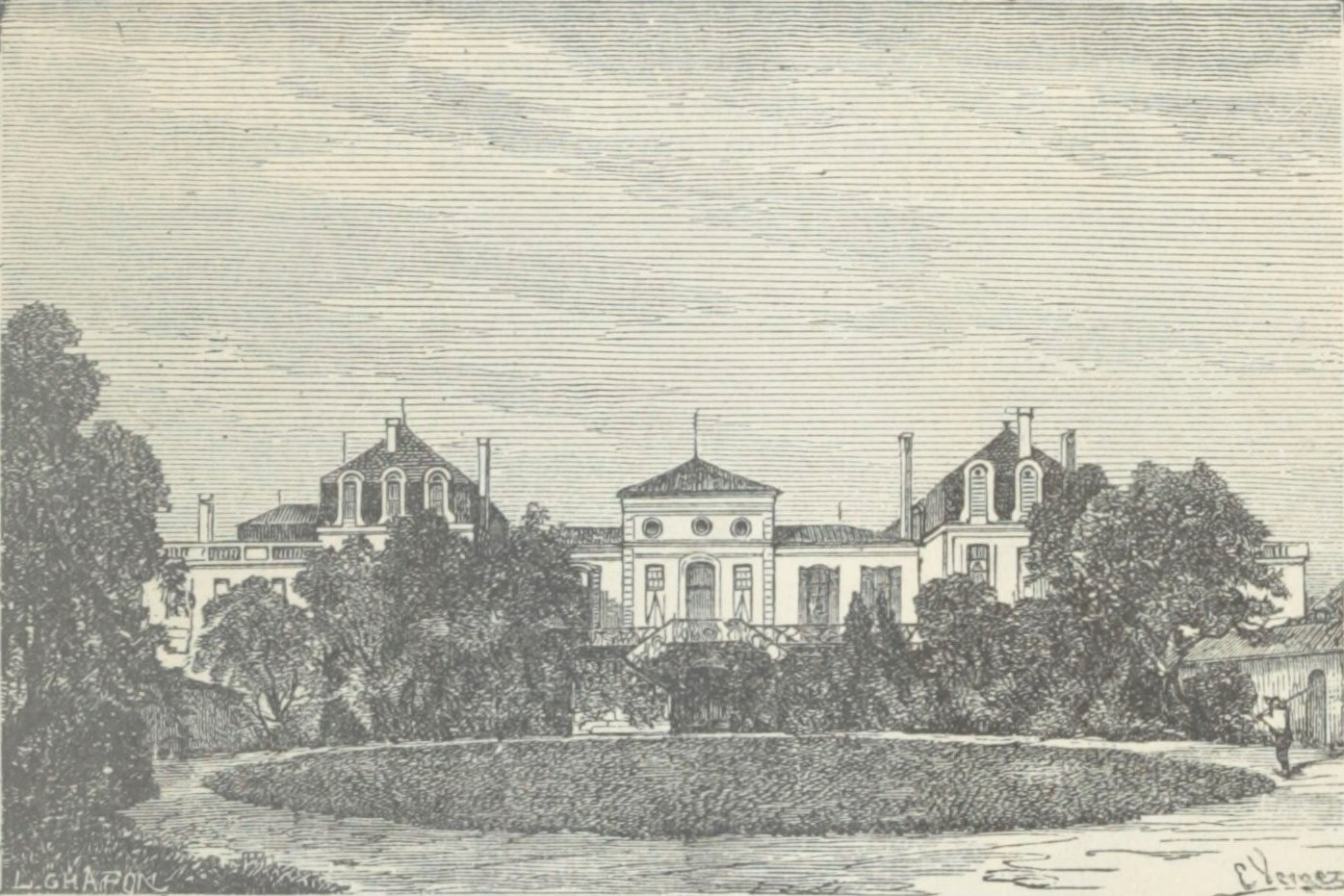
Illustration des Gutsgebäudes von Château Langoa Barton im Jahr 1898.

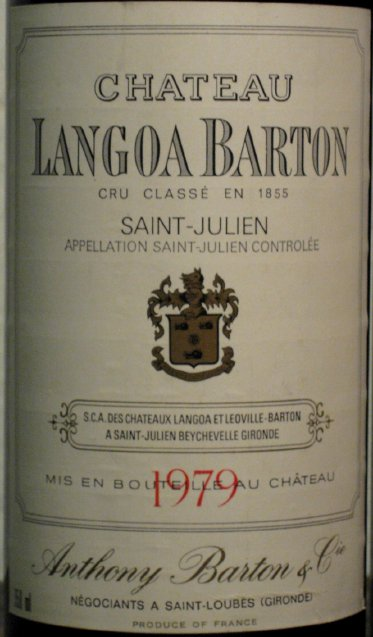
Etikett des Jahrgangs 1979

Das Château Langoa-Barton ist eines der bekannten Weingüter von Bordeaux. Seit der Klassifikation von 1855 ist das Weingut als Troisième Grand Cru Classé eingestuft und damit auf der dritthöchsten Stufe der Klassifikationen.
Es liegt in Saint-Julien, in unmittelbarer Nachbarschaft zum Ort Pauillac, an der „Route du Vin“, der Départementsstraße D2.
Der Wein von Langoa Barton und vom benachbarten Château Léoville-Barton wird im Keller von Langoa ausgebaut, unter strikter Wahrung der Trennung der unterschiedlich klassifizierten Gewächse. Beide Güter stehen im Besitz der irischstämmigen Weinhändlerfamilie Barton.
Langoa ist mit 15 Hektar relativ klein. 70 % sind mit der Rebsorte Cabernet Sauvignon, 20 % mit Merlot und 10 % mit Cabernet Franc bestockt.
Der beste Wein aus jüngeren Jahren ist der von 2000, den der Weinkritiker Robert Parker mit 91 Parker-Punkten bewertete. Alte Jahrgänge erfuhren schon höhere Wertungen (1948er mit 93 PP). Die Weine von Langoa sind recht selten am Markt anzutreffen.

## Geschichte
Die Weinbaugeschichte der Familie Barton lässt sich bis in das Jahr 1725 zurückverfolgen. Der junge Ire Thomas Barton (geboren 21. Dezember 1694 in Drunkeeran bei Enniskillen im County Fermanagh; gestorben 18. Oktober 1780) siedelte mit seiner Familie in die Gegend von Bordeaux über und gründete einen Weinhandel. Er belieferte insbesondere den holländischen und den irischen Markt. Bereits im Jahr 1728 exportierte er 2.700 Fass Wein, und im Jahr 1745 war er bereits der bedeutendste Weinhändler von Bordeaux. Seine Geschäftserfolge ermöglichten es dem French Tom genannten Barton, mit dem Château Le Bosq in Saint-Estèphe ein eigenes Weingut zu erwerben.
Sein Enkel Hugh Barton (1766–1854) dynamisierte den Handel weiter, indem er sich mit dem französischen Reeder Daniel Guestier zusammentat. Guestier betrieb das Schiff Le Grand Nancy, das aufgrund seiner Schnelligkeit die englische Seeblockade vor der französischen Küste durchbrechen konnte. Daher konnte das Handelshaus Barton & Guestier den Handel mit Wein nahezu unbeeinträchtigt weiterführen.
Während der französischen Revolution musste Hugh Barton nach einem kurzen Gefängnisaufenthalt im Jahr 1793 das Land aus Sicherheitsgründen verlassen; sein Partner Guestier führte das Geschäft zeitweise allein. Nach der Rückkehr von Barton kaufte er im Jahr 1821 das Château Langoa-Barton; nur fünf Jahre später erwarb er einen Teil des Léoville-Besitzes und gründete Château Léoville-Barton.